# Isa Grégrová
Iza Hamerníková-Grégrová (născută ca Isabella Grögrová; n. 30 noiembrie 1879, Kralovice⁠(d), Plzeň, Cehia – d. 23 martie 1962, Vaduz, Liechtenstein), cunoscută și ca Isa Grégrová, a fost o actriță și profesoară cehă. Înainte de cel de-Al Doilea Război Mondial s-a stabilit în Liechtenstein.

## Tinerețe
Unele surse indică anul de naștere greșit ca 1879. Grégrová s-a născut la 30 noiembrie 1878 în Kralovice⁠(d) și a trăit în Domažlice. Este fiica lui Leopold Gröger („secretar local” în Kralovice) și Marie Grögrová-Czenhausová (cei doi s-au căsătorit la 23 ianuarie 1869). 
A studiat actoria cu Otilie Sklenářová-Malá⁠(cs)[traduceți].

## Carieră
Între 1895 și 1908, Grégrová a făcut parte din trupa de actori ai companiei Teatrului Național din Praga.
Ea a jucat în mai multe roluri shakespeariane și ca Hedvig în piesa lui Henrik Ibsen Rața sălbatică în reprezentațiile din 1904, 1905, 1906, 1907 și 1921.
Grégrová a interpretat-o pe Kassandra într-o producție din Praga a lui Jaroslav Kvapil a piesei lui Eschil, Orestia⁠(d) (Agamemnon, Hoeforele și Eumenidele) (1907).
A apărut într-un film mut, Tam na horách (Acolo, la munte, 1920).
După ce Grégrová s-a retras de pe scenă, a predat actoria și a colaborat cu Radioul din Praga. S-a mutat în Elveția înainte de al Doilea Război Mondial și în cele din urmă s-a stabilit în Liechtenstein.

## Viață personală
După ce s-a retras de pe scena din Praga, Grégrová s-a căsătorit cu Josef Hamerník la 14 octombrie 1908. Josef (născut la 10 mai 1872) era un proprietar de imobiliare și fiul medicului Josef Hamerník.
Câteva săptămâni mai târziu, fiul lor, pe nume și Josef, s-a născut la Berlin. Grégrová a murit în 1962, la Vaduz, capitala principatului Liechtenstein.